# جون مان (مؤرخ)
جون مان (بالإنجليزية: John Man)‏ هو مؤرخ بريطاني، ولد في 15 مايو 1941 في Tenterden ‏ في المملكة المتحدة.